# Paul Egeling
Paul Egeling (* 3. September 1856 in Ottersleben; † 8. August 1937 in Berlin) war ein deutscher Architekt, der zwischen 1895 und 1915 als Baubeamter der damals selbstständigen Stadt Schöneberg arbeitete.

## Leben
Egeling war der Sohn eines Maurermeisters und studierte an der Technischen Hochschule Charlottenburg. Zu seinen ersten Bauten zählte um 1890 die Kapelle des Neuen Zwölf-Apostel-Kirchhofs in Schöneberg, auf dem er später auch begraben wurde. 1892 erhielt er den Schinkelpreis. In der Folge wirkte er in Schöneberg, einer bis zur Eingemeindung nach Groß-Berlin im Jahre 1920 wohlhabenden und schnell wachsenden Großstadt, in der ein hoher Bedarf an öffentlichen Neubauten bestand.

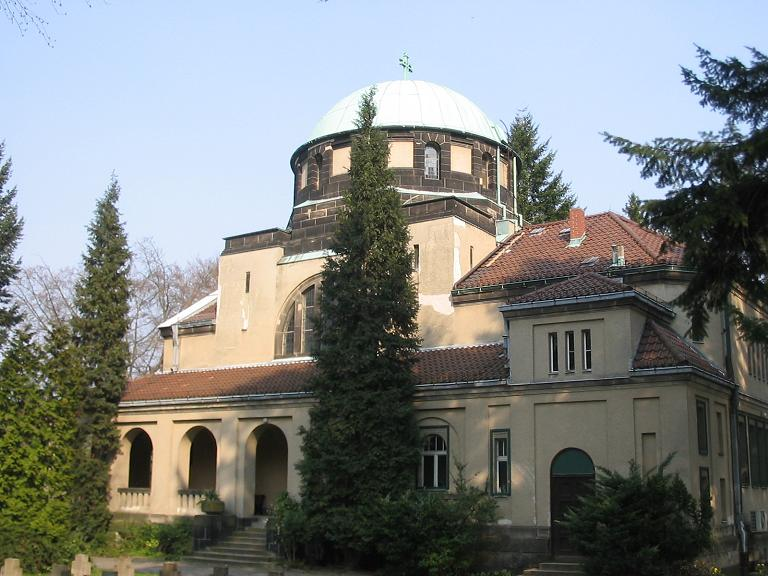
Kapelle von Paul Egeling auf dem Friedhof an der Eythstraße

Am 16. Mai 1895 wurde Egeling zum Stadtbauinspektor von Schöneberg und im März 1900 zum Magistratsmitglied gewählt, sodass der Bau neuer Gebäude in Schöneberg in seine Zuständigkeit fiel. Zu den insgesamt 26 Großbauten dieser Zeit zählen unter anderem das 1906 eröffnete Auguste-Viktoria-Krankenhaus zwischen Rubensstraße und Grazer Damm, die heute unter Denkmalschutz stehende Kapelle auf dem II. Städtischen Friedhof Eythstraße aus den Jahren 1910–1912 sowie die Gewerbehöfe der Optischen Anstalt C. P. Goerz (später Zeiss-Ikon) in der Friedenauer Rheinstraße.

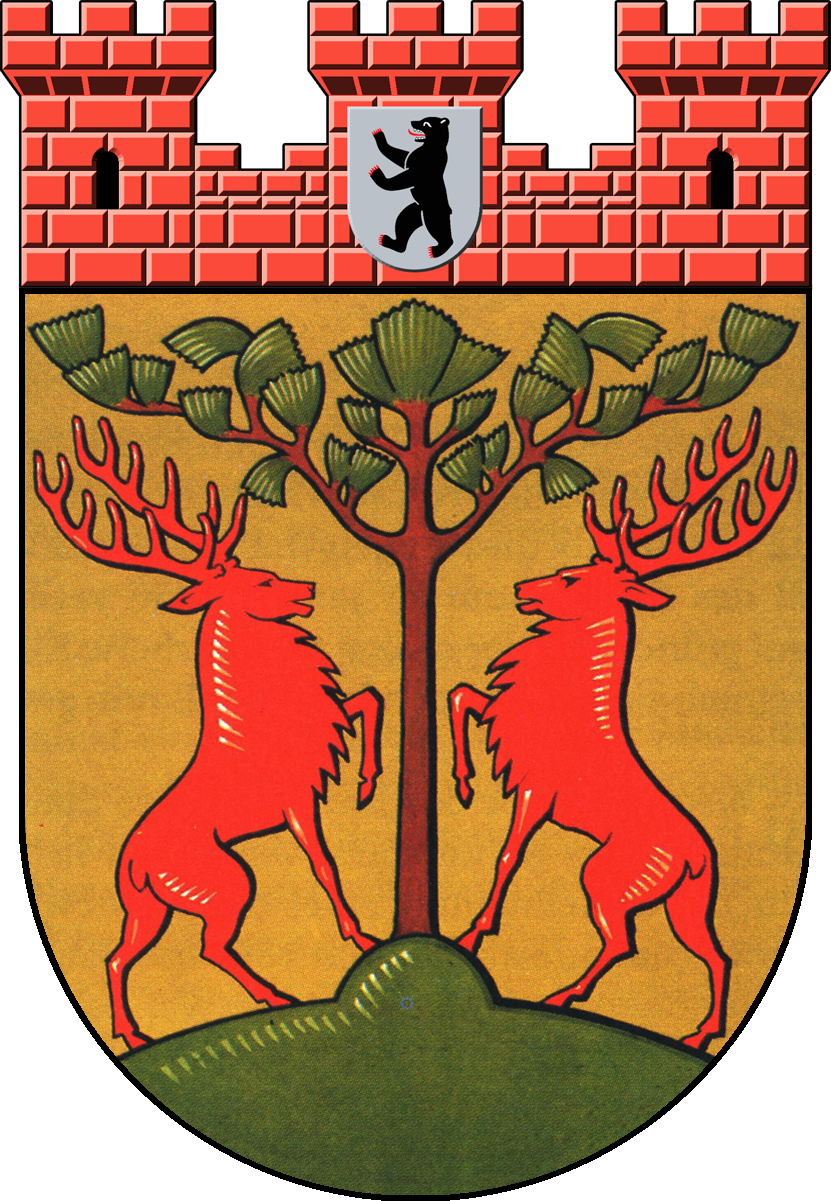
Das von Paul Egeling entworfene Wappen von Schöneberg

Egeling war als Stadtbaurat auch mit städtebaulichen Projekten beschäftigt, so plante er beispielsweise den 1902 fertiggestellten Wartburgplatz. Auch das Wappen von Schöneberg, das dann als Wappen des Bezirks Schöneberg geführt wurde, stammt von Egeling, wobei der von ihm als Wappentier gewählte Hirsch auch im heutigen Wappen des Bezirks Tempelhof-Schöneberg enthalten ist. Egeling war Teilnehmer des Internationalen Wohnungskongresses von 1905 in Liège. Zum 1. Januar 1915 – im Alter von 58 Jahren – trat Egeling als Stadtbaurat in den Ruhestand. Im Frühjahr 1915 verliehen ihm Magistrat und Stadtverordnetenversammlung der Stadt Schöneberg den Ehrentitel „Stadtältester“.
| Personendaten    | Personendaten                    |
| ---------------- | -------------------------------- |
| NAME             | Egeling, Paul                    |
| KURZBESCHREIBUNG | deutscher Architekt, Stadtbaurat |
| GEBURTSDATUM     | 3. September 1856                |
| GEBURTSORT       | Ottersleben                      |
| STERBEDATUM      | 8. August 1937                   |
| STERBEORT        | Berlin                           |